# Эликон-535
Элико́н-535 — шкальный компактный фотоаппарат объединения БелОМО с ручной установкой экспозиции, предназначен для начинающих фотолюбителей. Выпускался в 1990-х годах.
Последний фотоаппарат, разработанный БелОМО.

## Технические характеристики
- Корпус фотоаппарата пластмассовый бесфутлярной конструкции, зарядка 35-мм фотоплёнкой в стандартных кассетах. Взвод затвора головкой, сблокирован с перемоткой плёнки, счётчик кадров — автоматический. Задняя стенка открывающаяся, объектив при транспортировке закрыт сдвижной крышкой. Блокировка спусковой кнопки в транспортном положении.
- Объектив «Минар — 2» 3,8/35, несъёмный. Наводка на резкость по шкале символов от 1,2 м до «бесконечности».
  - Символы: 1,2 м; 1,6 м; 2,5 м; 5,0 м; «бесконечность».
- На фотоаппарате «Эликон-535» установлен двухлепестковый центральный залинзовый затвор — диафрагма. Значения диафрагмы и выдержки связаны между собой и не могут быть изменены. Выдержка «В» отсутствует.
- Установка экспозиции — ручная по символам погоды ползунковой клавишей с учётом светочувствительности фотоплёнки (от 50 до 400 ед. ГОСТ).
- При диафрагме 3,8 отрабатывается выдержка 1/90 с, при диафрагме 16 — 1/512 с. На камере отсутствует отдельная клавиша установки выдержек, имеется только клавиша установки диафрагмы.

| Диафрагма                  | Выдержка |
| -------------------------- | -------- |
| 3,8                        | 1/90     |
| неподписанное значение 4,6 | 1/97     |
| 5,6                        | 1/130    |
| неподписанное значение 6,3 | 1/206    |
| неподписанное значение 7,1 | 1/325    |
| 8                          | 1/512    |
| 11                         | 1/512    |
| 16                         | 1/512    |

- Видоискатель оптический, подсвеченная кадроограничительная рамка предназначена для определения границ кадра при съёмке с близкого расстояния (компенсация параллакса).
- Подключение фотовспышки — центральный синхроконтакт. Выдержка синхронизации — любая.
- Резьба под спусковой тросик отсутствует.
- Резьба для штативного гнезда 1/4 дюйма.

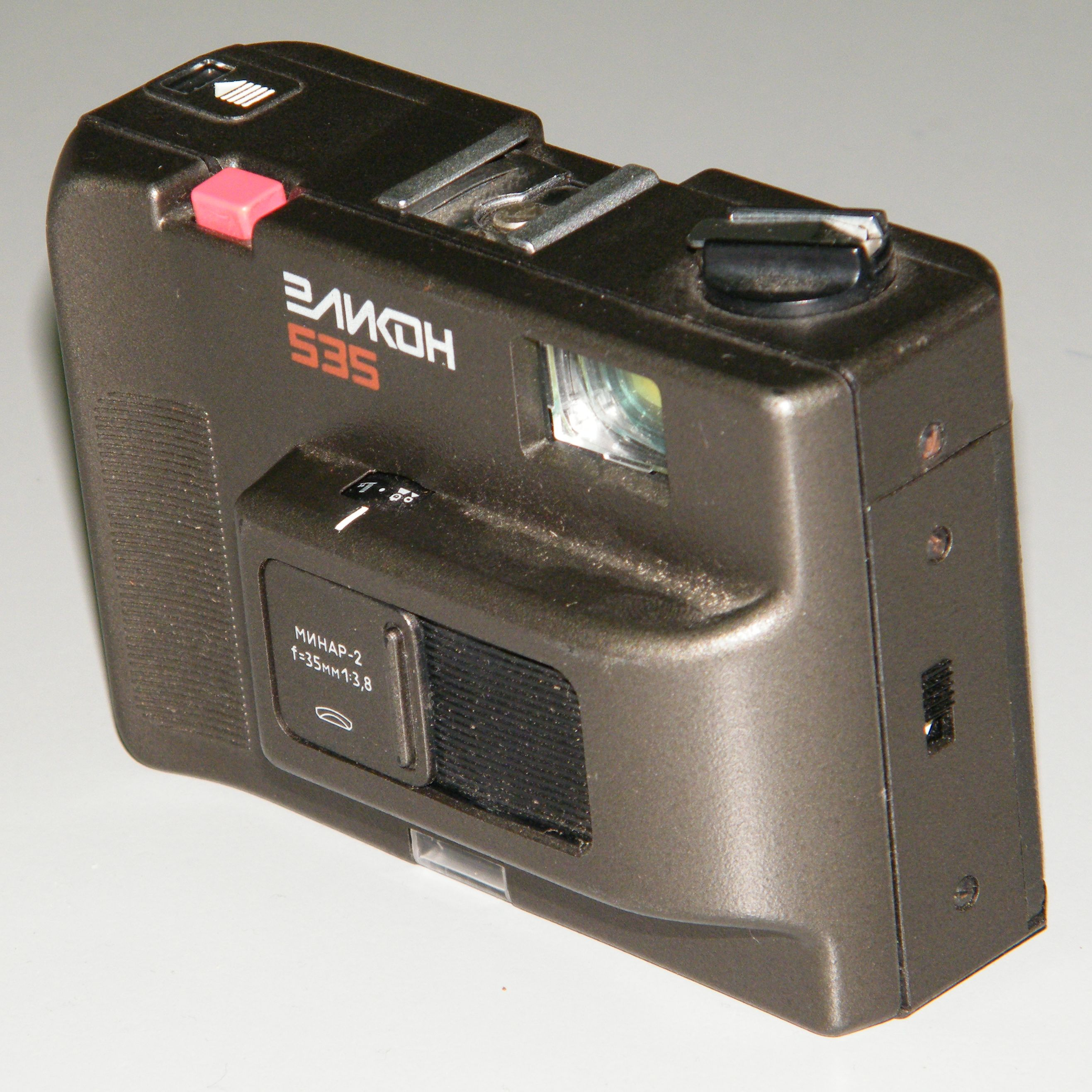
Транспортное состояние
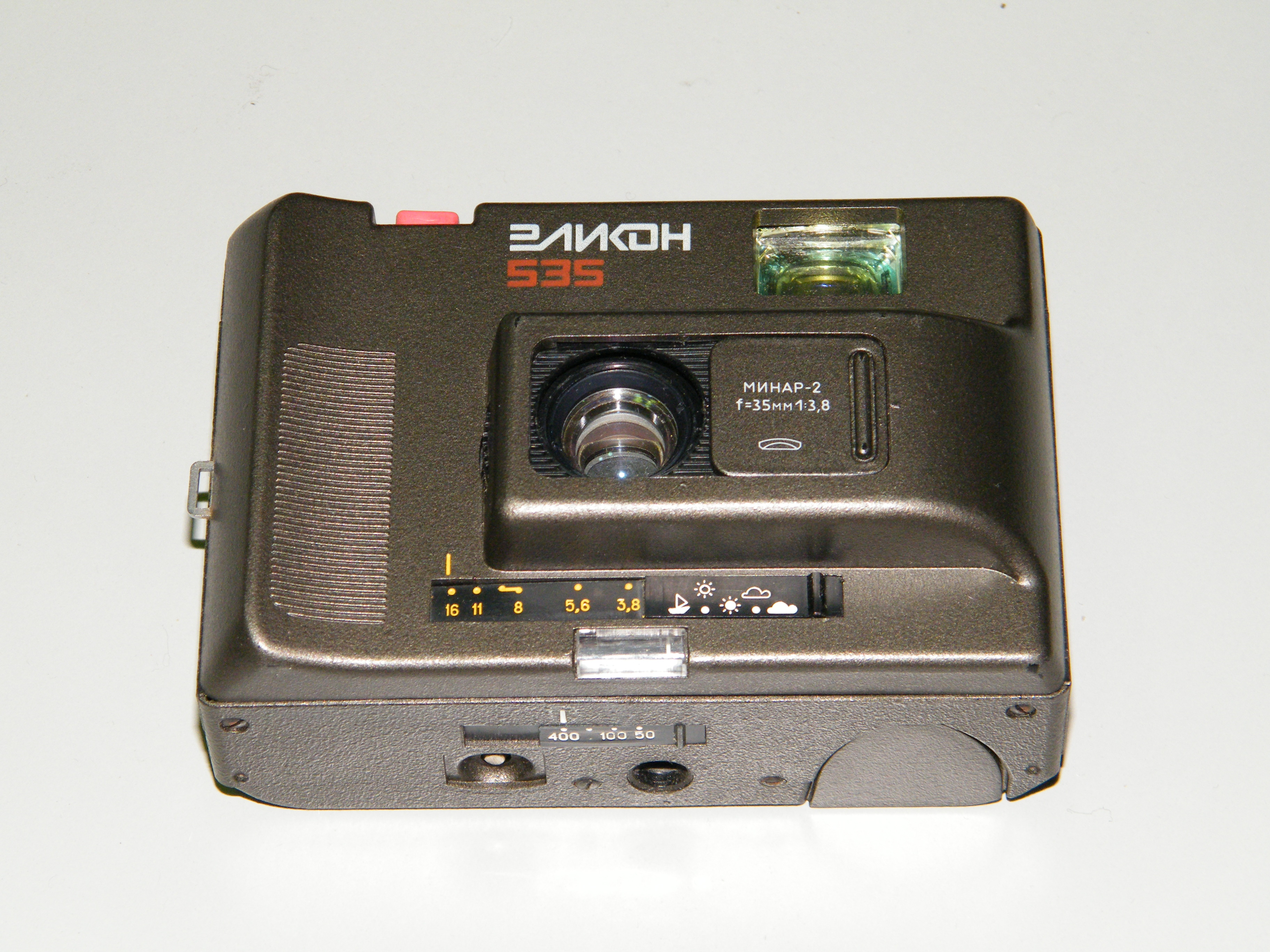
Табличный экспонометр и регулятор диафрагмы
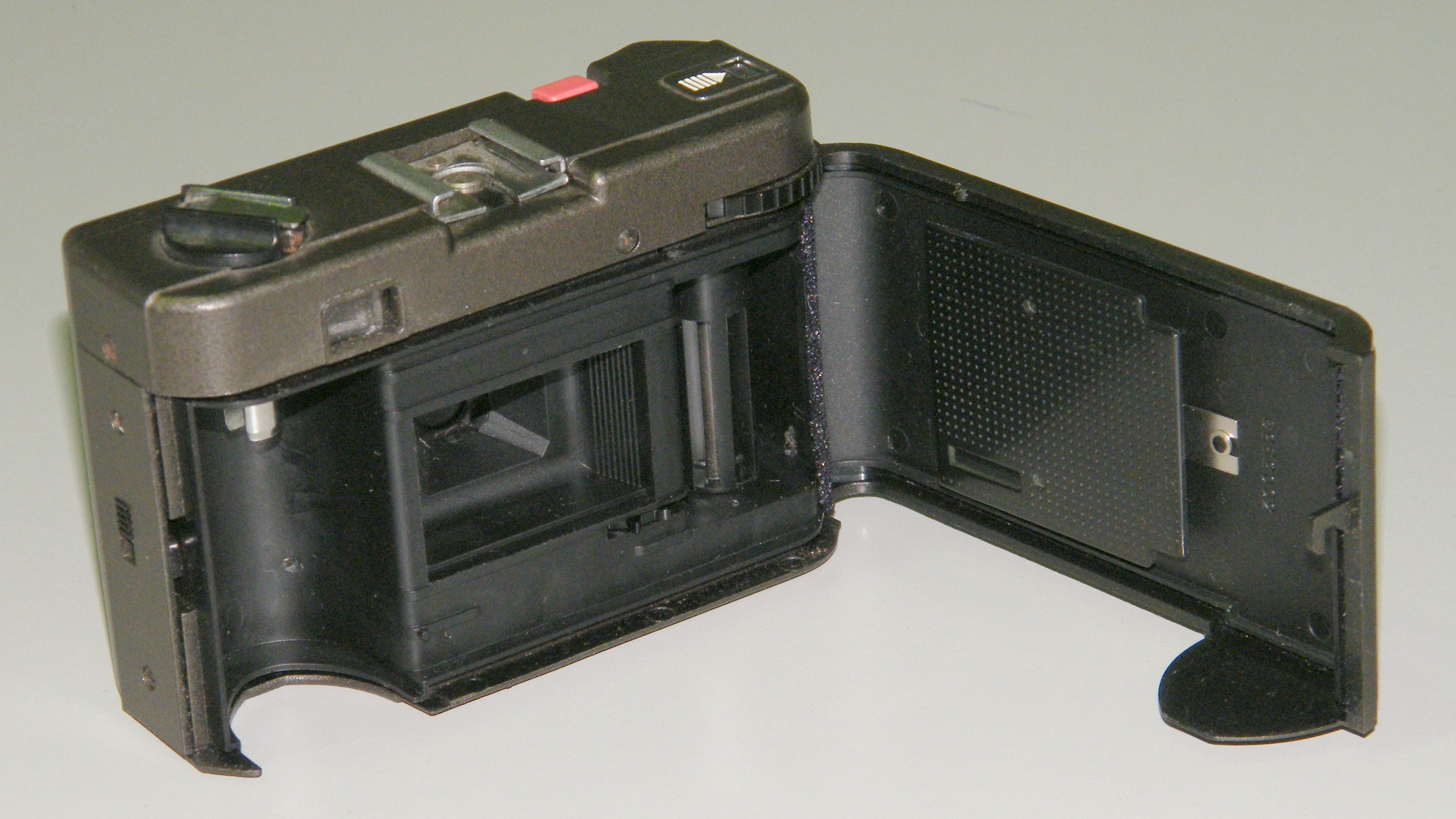
Задняя стенка открыта

## Эликон-5
Одновременно с работами по созданию фотоаппарата «Эликон-535» велась разработка альтернативной модели «Эликон-5», которая отличалась наличием встроенной фотовспышки. Решением совета главных конструкторов по любительской фототехнике от 24 сентября 1987 г. «Эликон-5» должен был стать коммерческой моделью для БелОМО (наравне с фотоаппаратом «Эликон-35СМ»), однако в массовое производство так и не поступил. По состоянию на 1989 год было собрано неизвестное количество прототипов.